# Ryan Reid (baseball)
Pour les articles homonymes, voir Ryan Reid et Reid.
Ryan Allen Reid (né le 24 avril 1985 à Portland, Maine, États-Unis) est un lanceur droitier des Marlins de Miami de la Ligue majeure de baseball.

## Carrière

### Pirates de Pittsburgh
Joueur à l'Université James Madison, Ryan Reid est un choix de septième ronde des Devil Rays de Tampa Bay en 2006. Il joue 7 ans en ligues mineures dans l'organisation des Rays sans percer dans les majeures. Il est mis sous contrat par les Pirates de Pittsburgh en novembre 2012.
Il fait ses débuts dans le baseball majeur comme lanceur de relève pour Pittsburgh le 3 juin 2013. Il apparaît dans 7 matchs du club en 2013 et maintient une moyenne de points mérités de 1,64 en 11 manches lancées.

### Mets de New York
Le 23 décembre 2013, Reid est réclamé au ballottage par les Mets de New York. Il passe 2014 dans les ligues mineures avec leur club-école de Las Vegas.

### Marlins de Miami
Le 9 décembre 2014, il signe un contrat des ligues mineures avec les Marlins de Miami. 